# Ізмайлов Володимир Васильович
Володи́мир Васи́льович Ізма́йлов (5 (16 травня) 1773, м. Москва — 4 (16 квітня) 1830, там само) — російський письменник та мандрівник.

## Біографія
Народився в м. Москва. Вчився в гімназії при Московському університеті, служив у гвардійському полку, пізніше цензором у Москві. Як письменник був палким прибічником літературного художнього напряму сентименталізму, наслідуючи в своїх творах Ж. Ж. Руссо та М.Карамзіна. Під впливом книги М.Карамзіна «Листи російського мандрівника» (1797—1801), котра, у свою чергу, наслідувала «Сентиментальну подорож» (1768) англійського письменника Л.Стерна (за назвою цього твору й літературний напрям було названо «сентименталізмом»), І. здійснює подорож до України, результатом якої була книга «Путешествие в полуденную Россию, в письмах» (Москва, 1800–02, 2-ге вид. 1805). У творі І. детально викладає свої враження, намагаючись передусім «розчулити читача, іноді впадаючи в манерність та зайву афектацію» (Ю.Веселовський). Проте оповідь про побут, зовнішній вигляд та ментальність українців початку 19 ст. передає цікаві подробиці, змальовуючи їх окремим, самобутнім, несхожим багато в чому на росіян, народом. Так, пишучи про подружнє життя українців, І. відзначає, що воно тут ґрунтується на любові, повазі й довірі одне до одного: «Взаємна любов створює в їх домашньому господарстві кращу гармонію і порядок, ніж влада і послух у нас (росіян)… Дівчата мають вільну поведінку, кожна з них є гарна, проворна і приваблива. Вони [селянські дівчата] стрункі і зграбні як на селянок…». Милується І. і українськими оселями: «Усі села і хутори їх розташовані в чудових місцевостях. Кожна хата чиста і біла, в оточенні квітучих садків». Нарешті І. занотовує і таку рису нашого народу: «Українці люблять свою батьківщину і її славу, бо… слава ця завжди була тісно зв'язана з обов'язком патріотизму».
Помер у м. Москва.